# Aenictus latiscapus
Aenictus latiscapus é uma espécie de formiga do gênero Aenictus.